# Campeiro
Der Campeiro – wörtlich übersetzt Feldpferd –, volkstümlich auch als Marchador das Araucárias (unübersetzbare Folklore mit mehreren gleichzeitigen Bedeutungen) bezeichnet, ist eine brasilianische Pferderasse, die ihren Ursprung im 16. Jahrhundert hat, als spanische und portugiesische Pferde in der Hochebene in Santa Catarina angesiedelt wurden.
Hintergrundinformationen zur Pferdebewertung und -zucht finden sich unter: Exterieur, Interieur und Pferdezucht.

## Exterieur
Der Campeiro ist ein Reitpferd und leichtes Zugpferd. Das Stockmaß beträgt bei Hengsten mindestens 1,42 cm, bei Stuten 1,40 cm. Das mittlere Stockmaß beträgt 146 cm. An Fellfarben sind hauptsächlich Füchse, Braune und Grauschimmel vertreten.

## Zuchtgeschichte
1546 brachten spanische Jesuiten portugiesische und spanische Pferde in die Santa Catarina Hochebene, wo sie dann als wilde Herde lebten. Diese Pferde gerieten für ungefähr ein Jahrhundert in Vergessenheit.
Ihre Wiederentdeckung und somit die erste offizielle Erwähnung der Anwesenheit wilder Pferde in der Kapitanie – zur Kolonialzeit hießen die heutigen Bundesstaaten Kapitaniën – Santa Catarina geschah im 17. Jahrhundert, als der Caminho dos Conventos (= Weg zu den Klöstern) von Araranguá, SC, in die Bergwälder der Serra Geral eröffnet wurde. 
Ab dem 19. Jahrhundert wurden zur Rassenverfeinerung, und insbesondere durch den Belgier Dr. Vincent ab 1912, die ursprünglichen Campeiros mit englischen und arabischen Vollblütern gekreuzt, was ihren Körperbau und ihre Brauchbarkeit sowohl bei der Rinderarbeit als auch bei Raia-Pferderennen (= Pferderennen wie sie auch in England bei Volksfesten häufig stattfinden) sehr verbesserte.
Die Campeiropferdezüchtung fand bald auch in den Hochflächen der Bundesstaaten Santa Catarina und Rio Grande do Sul sowie in der Pinhaisgegend, Bundesstaat Paraná, breite Beliebtheit. In der Pinhaisgegend überwog jedoch der Guarapuara – auch als Guarapuavano bekannt – während sich vom Rio Grande do Sul aus über Südbrasilien vor allem der Crioulo allgemein ausbreitete. So beschränkt sich die Campeirozucht heutzutage auf die Strecke zwischen den Städten Lages und Curitibanos. 
In den 1970er Jahren war der Campeiro ernsthaft vom Aussterben bedroht. So wurde 1976 der Züchterverband Associação Brasileira de Criadores de Cavalo Campeiro (ABRACCC) gegründet, um den Erhalt der Rasse zu sichern.